# 朱儁
朱儁（?—195年），字公偉，會稽郡上虞县人（今浙江省绍兴市境）。中國東漢末年名將，曾領兵平定東漢末交趾的民變以及黃巾之亂。

## 生平

### 早年孤貧
朱儁幼年喪父，母以販繒為生。當時朱儁以孝養母親而知名，當過上虞縣的門下書佐。後上虞縣長度尚欣賞他，向會稽太守韋毅推薦任郡職。後新任太守尹端以朱儁為主簿。後來，另一任會稽太守徐珪舉其為孝廉，遷蘭陵縣令。

### 平定交趾
光和元年（178年），交趾郡及合浦郡烏滸蠻叛亂，更招引九真郡和日南郡人民去進攻郡縣，當地官員都不能制止。同時梁龍率八萬人，和南海太守孔芝一起反叛，攻破郡縣。漢靈帝任命朱儁為交趾刺史，於家鄉會稽郡招募家兵及所調合五千人進入交趾平亂。朱儁分兩道而入，到交州州界時按兵不動，先遣使到交趾郡探聽叛軍虛實並宣提朝廷聲威，以動搖群眾之心；及後朱儁就與七郡軍隊一同進擊,成功斬殺梁龍，招降數萬人, 很快就平定叛亂。光和四年（181年），朱儁更擊敗烏滸蠻。朝廷論功封為都亭侯，並徵他入朝任為諫議大夫。

### 黃巾之亂
中平元年（184年）二月，黃巾之亂爆發，朝內公卿因朱儁有才略而推薦他，於是拜為右中郎將、持節，與左中郎將皇甫嵩討伐潁川黃巾叛軍。朱儁初敗於波才，波才於是進圍皇甫嵩所據的長社，皇甫嵩當時以火攻令波才軍驚亂，朱儁就與皇甫嵩及趕至的騎都尉曹操聯軍進攻，大敗波才，殺敵軍數萬。朱儁就以功進封西鄉侯，遷鎮賊中郎將。朱儁又與皇甫嵩乘勝追擊，在陽翟(今河南省許昌市禹州市)及西華(今河南省周口市西華縣西南)擊敗汝南、陳國兩地黃巾餘眾，平定了三郡的叛亂。
隨後朱儁就受詔進平南陽的黃巾軍。當時南陽太守秦頡殺死南陽黃巾渠帥張曼成，餘眾就以趙弘為首並據守宛城(今河南省南陽市)。朱儁就與荊州刺史徐璆及秦頡聯手圍攻趙弘，但兩個月都未能攻下，朝廷於是有議徴還朱儁，只因在司空張溫的反對之下才不成事。朱儁及後就急擊趙弘，趙弘戰死，餘眾又以韓忠為首領繼續抵抗。朱儁自以兵少，於是擴大包圍圈並建營壘，起土山看城內情況，並鳴鼓顯示要進攻城的西南。當時城內黃巾都傾力到西南隅防禦，但這卻是朱儁聲東擊西的計劃，他親率五千精兵掩襲城的東北面，並成功入城，令韓忠因畏懼而請降。徐璆、秦頡和朱儁司馬張超皆打算納降，但朱儁認為要攻硬討伐才能有效鎮壓叛亂，納降反而讓他們順境時就進兵侵掠，逆境時就請降，是縱容他們的行為。不過朱儁進攻卻未能擊破敵軍，朱儁登土山望入城內，明白到他們請降不得而又未能出城，故此同心死戰，令他一直難以擊破他們。朱儁於是解圍，韓忠出戰突圍，朱儁進攻韓忠，眾心因包圍已撤而鬆懈，朱儁遂大敗韓忠，乘勝追擊數十里，殺萬餘人。不過因秦頡殺掉投降的韓忠，令其餘眾恐懼不能自安，更以孫夏為首領，退還宛。十一月癸巳日（185年1月11日），朱儁攻宛城，孫夏逃走，至西鄂(今河南省南陽市臥龍區石橋鎮)精山擊敗其部眾，殺孫夏和敵軍萬餘，餘眾於是解散，南陽黃巾被平定。

### 高名重臣
朱儁在中平二年（185年）進拜右車騎將軍，封錢唐侯，加位特進。後以母喪去官，服喪後任將作大匠，後曾轉任少府、太僕。後黑山賊張燕進攻河內郡，進逼京師，朱儁受命為河內太守，率家兵擊退張燕。後拜光祿大夫，又轉任屯騎校尉，累遷城門校尉、河南尹。
董卓把持政權後，對朱儁頗為忌憚。初平元年（190年），關東州郡起兵討伐董卓，令董卓頗為恐懼，想請公卿們商議，遷都長安，朱儁屢次阻止。董卓雖然厭惡朱儁異己，但貪圖他的高名，於是上表奏請朱儁為太僕。使者欲宣詔命，朱儁堅決推辭，使得董卓不再有拜命的打算。董卓遷都長安後，朱儁留守洛陽，當時朱儁正與關東諸將交通，圖作其內應，但及後因懼被董卓襲擊，於是棄官逃奔荊州。董卓於是以楊懿為河南尹守洛陽，朱儁知道後進兵洛陽，逼走楊懿，但隨後就因當時河南郡地已殘破，資源不足支持他，於是屯駐中牟(今河南省鄭州市中牟縣)，並向州郡請求派出軍隊支持他討伐董卓，當時徐州刺史陶謙等州郡都派了軍隊來，陶謙更上朱儁行車騎將軍，展開討伐董卓的軍事行動。但朱儁被董卓所派的李傕、郭汜所敗，朱儁自知不敵，於是留在中牟不前進。
初平三年（192年）董卓被王允等誅殺，李傕、郭汜等董卓舊將聽從賈詡的建議，進攻長安，最終成功殺死王允，掌握朝權。當時朱儁仍在中牟，陶謙等就以朱儁是名臣，且有戰功，認為可以委以大任，故此與一眾豪傑共推朱儁為太師，並移檄各州，共討李傕並奉迎天子。同時，李傕用太尉周忠及賈詡的計策，徵召朱儁入朝。當時朱儁軍吏都恐懼入關，皆打算響應陶謙的行動。不過朱儁以李傕徵召的詔命是以天子之名所行，以君臣之義應當服從，同時亦打算乘著李傕等人之間的矛盾奪回朝政大權，於是拒絕了陶謙的建議而應召入長安，復任太僕，陶謙等亦唯有作罷。

### 憤恨猝逝
初平四年（193年），朱儁代周忠任太尉，錄尚書事。明年因日蝕而被免官，改行驃騎將軍事，持節鎮關東。不過，朱儁尚未出發，李傕就在興平二年二月乙亥日（195年3月2日）殺了同為董卓舊將的樊稠，令諸將互相猜疑，郭汜自疑李傕將加害自己而與李傕相攻，長安大亂，朱儁於是不出，留拜大司農。後漢獻帝下詔命朱儁與太尉楊彪等十多人游說郭汜，要他與李傕講和，但郭汜不肯，更留朱儁等人為人質。朱儁性格剛直，不堪受此辱，即日就發病去世。

## 性格特徵
- 朱儁除了以孝養聞名，亦因其輕財好義而得鄉里敬重。例如一次同郡人周規被公府所辟命，即將出發，就向郡府借了百萬錢去整飾衣冠。後來郡府督責討還，周規家貧不能償還，朱儁於是傷了母親的繒帛去為周規還債。朱儁母親因為為生的繒帛被朱儁拿去了，十分憤恨並怪責他。朱儁卻說：「小小損失其實是大得益，我們先貧而後富是必然的事。」
- 朱儁曾任會稽太守尹端主簿，但173年，尹端因討伐叛賊許昭失利，被揚州州府舉奏，將被處死。朱儁卻悄悄到京師，並以數百金賄賂主掌章奏的官吏，令其修改州郡所奏的奏文，將死刑改為力役和貶官。尹端得知免死後十分高興，卻不知原由，朱儁亦沒說出原委。

## 家庭
- 朱皓，字文明，朱儁之子，有才行，官至豫章太守，被笮融所殺。
- 朱符，朱儁之子，朱皓之兄。官至交趾刺史，后被杀[9]。

## 延伸阅读
[在维基数据编辑]
 《後漢書·卷71》，出自范晔《後漢書》

## 外部連結
| 政府职务    | 政府职务             | 政府职务    |
| ----------- | -------------------- | ----------- |
| 前任： 周忠 | 東漢太尉 193年-194年 | 繼任： 楊彪 |